# Christensonella neowiedii
Christensonella neowiedii är en orkidéart som först beskrevs av Heinrich Gustav Reichenbach, och fick sitt nu gällande namn av S.Koehler. Christensonella neowiedii ingår i släktet Christensonella och familjen orkidéer. Inga underarter finns listade i Catalogue of Life.

## Bildgalleri

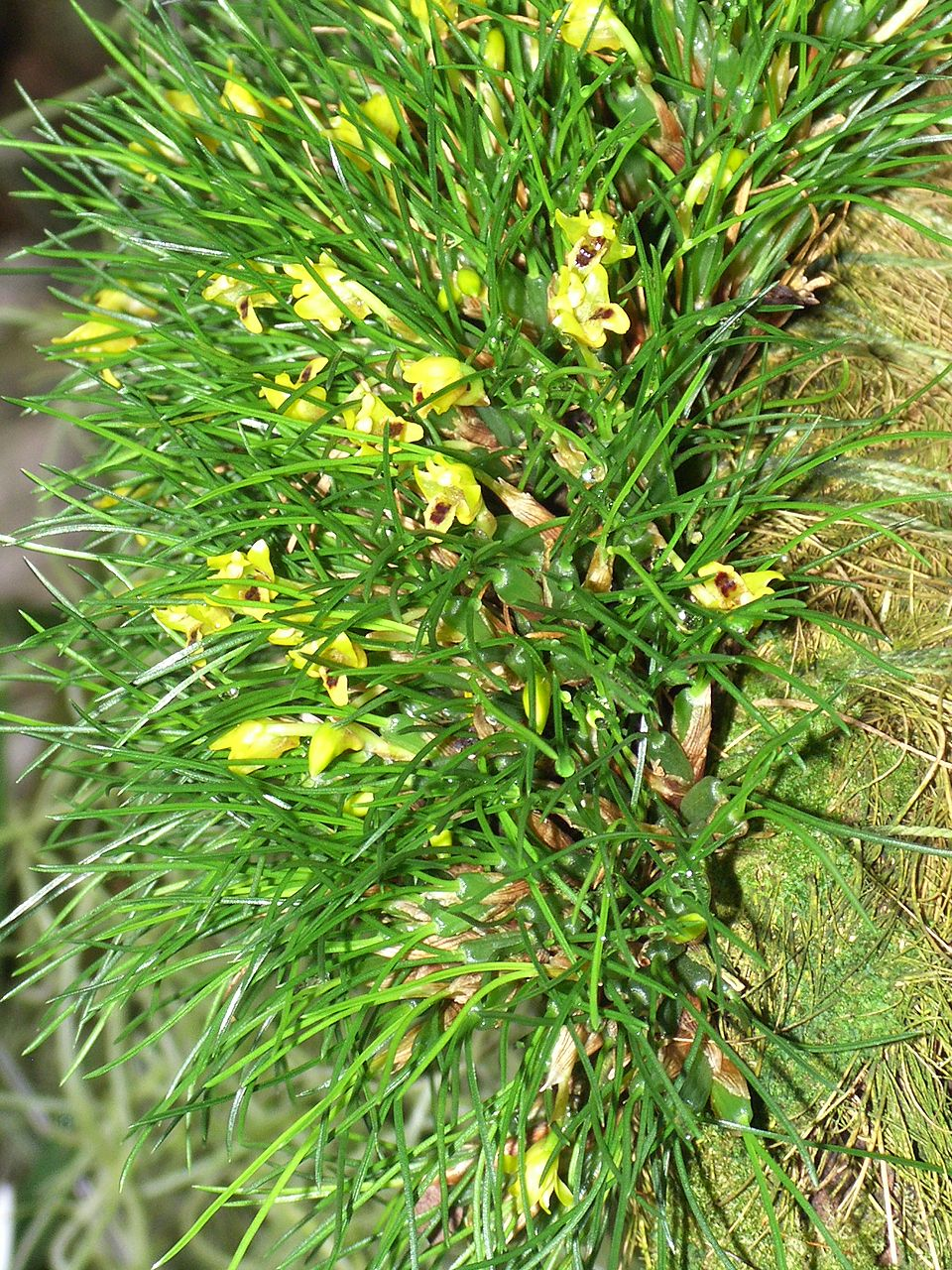
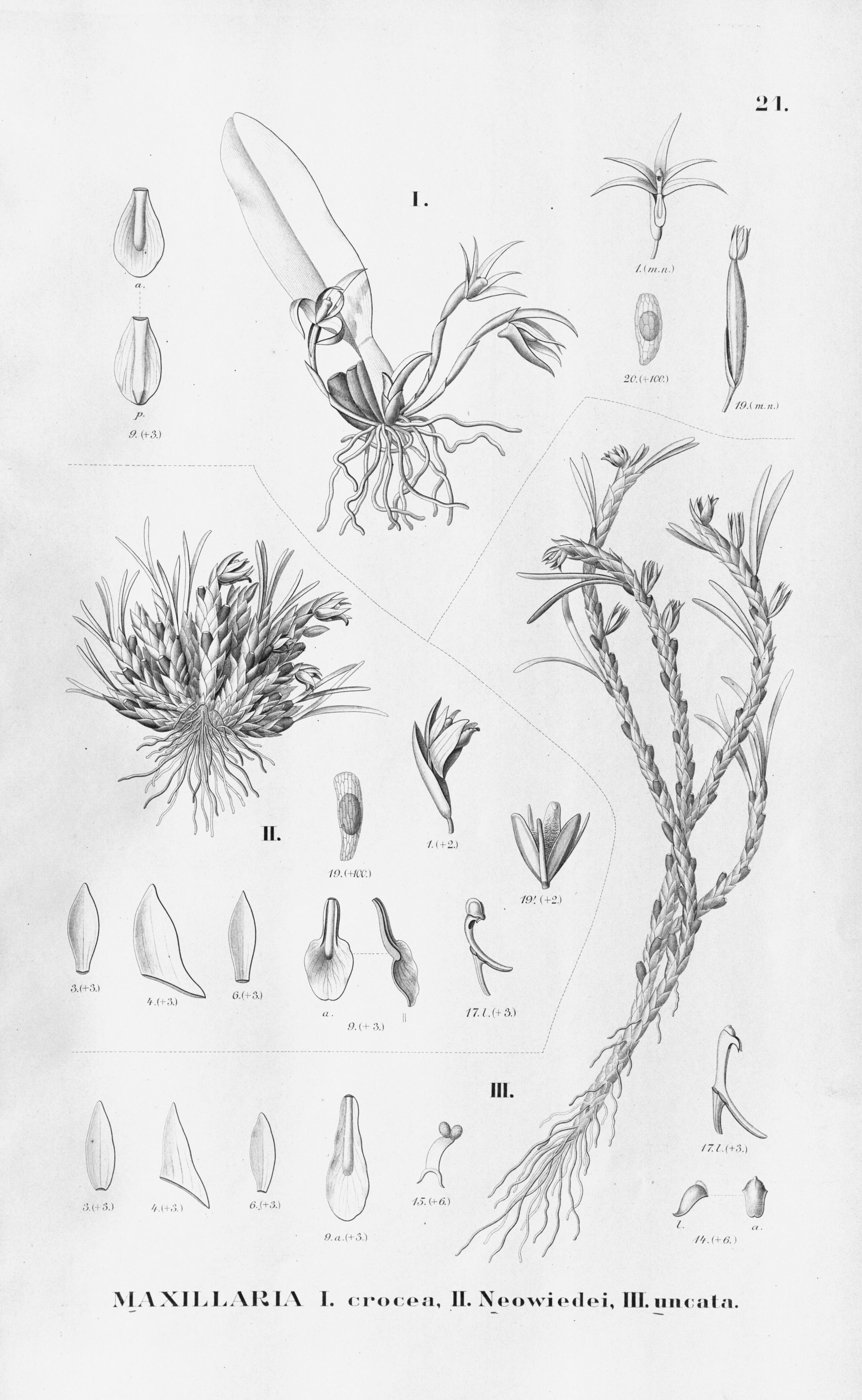